# Sân bay quốc tế Zumbi dos Palmares
Sân bay quốc tế Zumbi dos Palmares (IATA: MCZ, ICAO: SBMO) là một sân bay quốc tế ở Maceió, Brasil. Sân bay này được kết nối với các thành phố lớn ở Brasil và một số điểm đến ở Milano (Italia) và Buenos Aires (Argentina). Năm 2007, tổng cộng có 937.000 lượt hành khách sử dụng sân bay này (nguồn: Infraero, Cục quản lý sân bay Brasil).
Sân bay Zumbi dos Palmares nằm ở độ cao 118 trên mực nước biển, có một đường băng kích thước 2.602 m x 45 m rải nhựa đường.

## Các hãng hàng không và các điểm đến
- Avianca do OceanAir điều hành (São Paulo-Guarulhos, Fortaleza, Recife, Aracaju, Salvador, Curitiba, Porto Alegre)
- Blue Panorama (Milan-Malpensa, Recife)
- TAM (Brasília, Fortaleza, Recife, São Paulo-Congonhas, São Paulo-Guarulhos, Rio de Janeiro-Galeão, Salvador, Aracaju, Navegantes, Belo Horizonte-Confins)
- GOL (Salvador, Rio de Janeiro, São Paulo-Congonhas, São Paulo-Guarulhos, Rio de Janeiro-Galeão, Belo Horizonte-Confins, Aracaju, Buenos Aires)
- BRA (São Paulo-Guarulhos, Campina Grande, Juazeiro do Norte, Brasília, Goiânia, Recife, Natal, Ribeirão Preto, Uberlândia)
- Webjet (Rio de Janeiro, Belo Horizonte, Salvador, Recife, Brasília)